# Скориновичі
Скориновичі (біл. вёска Скарынавічы) — село в складі Молодечненського району Мінської області, Білорусь. Село підпорядковане Городилівській сільській раді, розташоване в західній частині області.